# M. Night Shyamalan
Manoj Nelliattu Shyamalan (Mahé, 6 de agosto de 1970), conhecido profissionalmente como M. Night Shyamalan, é um cineasta, roteirista e produtor indiano naturalizado norte-americano. Seus filmes são frequentemente marcados por elementos sobrenaturais e reviravoltas narrativas. A receita acumulada de suas obras ultrapassa 3,3 bilhões de dólares em todo o mundo. Shyamalan recebeu diversas honrarias ao longo da carreira, incluindo indicações ao Óscar, ao BAFTA e ao Globo de Ouro.
Nascido em Mahé, na Índia, e criado em Penn Valley, Pensilvânia, Shyamalan iniciou sua carreira com os filmes Praying with Anger (1992) e Olhos Abertos (1998), antes de alcançar reconhecimento internacional com O Sexto Sentido (1999), que lhe rendeu indicações ao Óscar de Melhor Diretor e Melhor Roteiro Original. Em seguida, dirigiu obras como Corpo Fechado (2000), Sinais (2002) e A Vila (2004).
Após uma sequência de produções com recepção crítica negativa — A Dama na Água (2006), Fim dos Tempos (2008), O Último Mestre do Ar (2010) e Depois da Terra (2013) —, Shyamalan obteve uma retomada de sucesso com os filmes A Visita (2015), Fragmentado (2016), Vidro (2019), Tempo (2021) e Batem à Porta (2023).
Além do cinema, atuou na televisão como produtor executivo e diretor ocasional da série de ficção científica Wayward Pines (2015–2016), da 20th Television, e como showrunner da série de terror psicológico Servant (2019–2023), da Apple TV+.

## Biografia
Manoj Nelliyattu Shyamalan nasceu na Índia em 1970, mas foi morar ainda na sua infância na Filadélfia, nos Estados Unidos. Filho de médicos, demonstrou paixão pelo cinema desde que ganhou uma câmera quando tinha oito anos de idade. Seu grande ídolo sempre foi Steven Spielberg.
Na época em que frequentou a Universidade de Nova Iorque, Shyamalan resolveu alterar seu sobrenome do meio para Night, passando a assinar desse modo ao invés de Nelliyattu.
Apesar de ter nascido na Índia, cresceu no subúrbio de Filadélfia, onde rodou todos seus filmes (menos Praying with Anger). Durante a adolescência fazia filmes caseiros, fato que prenunciou sua brilhante vida de cineasta. Desde seu filme Olhos Abertos, de 1998, sempre aparece atuando em seus filmes.
Em 2009, Shyamalan lançou oficialmente seu site pessoal. Assim como seus filmes, o site é completamente fora dos padrões "normais": durante a navegação, a pessoa era acompanhada por um corvo enquanto entrava em uma estranha casa abandonada. O interessante do site era tentar descobrir onde achar cada local que mostra detalhes dos seus filmes.

## Filmografia
| Ano  | Título original    | Título em português                 |
| 1992 | Praying with Anger |                                     |
| 1998 | Wide Awake         | br: Olhos Abertos                   |
| 1999 | The Sixth Sense    | br: O Sexto Sentido                 |
| 2000 | Unbreakable        | br: Corpo Fechado / pt: O Protegido |
| 2002 | Signs              | br: Sinais                          |
| 2004 | The Village        | br: A Vila                          |
| 2006 | Lady in the Water  | br: A Dama na Água                  |
| 2008 | The Happening      | br: Fim dos Tempos                  |
| 2010 | The Last Airbender | br: O Último Mestre do Ar           |
| 2013 | After Earth        | br: Depois da Terra                 |
| 2015 | The Visit          | br: A Visita                        |
| 2016 | Split              | br: Fragmentado                     |
| 2019 | Glass              | br: Vidro                           |
| 2021 | Old                | br: Tempo                           |
| 2023 | Knock at the Cabin | br: Batem à Porta                   |
| 2024 | Trap               | br: Armadilha                       |

| Ano       | Título original | Título em português |
| 2015–2016 | Wayward Pines   | br: Wayward Pines   |
| 2019–2023 | Servant         | br: Servant         |

## Prêmios e indicações
Óscar

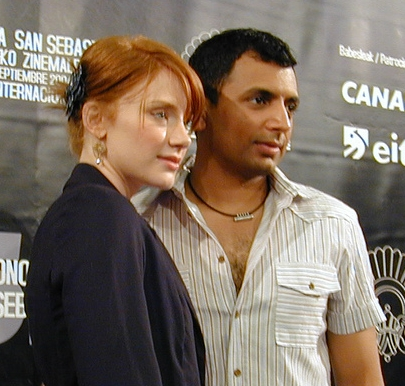
M. Night Shyamalan e Bryce Dallas Howard na première espanhola de The Village, em 2006

- 2000 - Indicado na categoria "Melhor Diretor", por O Sexto Sentido
- 2000 - Indicado na categoria "Melhor Roteiro Original", por O Sexto Sentido

Globo de Ouro
- 2000 - Indicado na categoria "Melhor Roteiro", por O Sexto Sentido

Golden Satellite Awards
- 2000 - Prêmio Satélite de Ouro na categoria "Melhor Roteiro Original", por O Sexto Sentido

BAFTA
- 2000 - Indicado na categoria "Melhor Roteiro Original", por O Sexto Sentido
- 2000 - Indicado na categoria "Melhor Diretor" ao Prêmio David Lean, por O Sexto Sentido

Annie Awards
- 2000 - Indicado na categoria "Melhor Roteirista", por O Sexto Sentido

Palm Springs International Film Festival
- 2000 - Vencedor do prêmio "Visionary Award"

Cahiers du Cinéma
- Segundo Melhor Filme de 2004, por A Vila
- Sexto Melhor Filme de 2006, por A Dama na Água
- Oitavo Melhor Filme de 2017, por Fragmentado
- Nono Melhor Filme de 2024, por Armadilha

Framboesa de Ouro
- 2007 - Vencedor na categoria "Pior Diretor", por A Dama na Água
- 2007 - Indicado na categoria "Pior Filme", por A Dama na Água
- 2007 - Indicado na categoria "Pior Roteiro", por A Dama na Água
- 2009 - Indicado na categoria "Pior Filme", por Fim dos Tempos
- 2009 - Indicado na categoria "Pior Roteiro", por Fim dos Tempos
- 2009 - Indicado na categoria "Pior Diretor", por Fim dos Tempos

## Curiosidades
- Os filmes de Shyamalan sempre têm uma espécie de reviravolta surpreendente no final. A maior delas pertence a O Sexto Sentido, mas as revelações finais de Corpo Fechado, A Vila e Fragmentado são também muito intensas.
- A fé e religião são temas recorrentes no trabalho do diretor. Isso fica evidente em Praying with Anger, Olhos Abertos, O Sexto Sentido e Sinais.
- Outro tema recorrente de seus filmes são pessoas comuns vivendo situações extraordinárias. Bruce Willis em O Sexto Sentido e Corpo Fechado e Mel Gibson em Sinais são exemplos disso.
- M. Night Shyamalan imita um de seus outros diretores favoritos, Hitchcock, fazendo aparições em seus filmes. Porém, ao contrário do lendário Hitchcock, ele não apenas serve de figurante em segundo plano, como atua em pequenos papéis coadjuvantes, como o de médico em O Sexto Sentido; o de traficante em Corpo Fechado; e do homem que atropelou a esposa de Gibson em Sinais. E o guarda que está lendo um jornal no final de A Vila; Também é o escolhido da sereia em "A Dama na Água". Pode-se notar que as suas aparições são cada vez maiores nos seus filmes.
- Shyamalan tem uma maneira peculiar de trabalhar os enredos. Aproxima temas fantásticos ao mundo real, no estilo "como seria se isso realmente acontecesse?". Filmes que normalmente usariam de muitos efeitos especiais, Shyamalan os torna dramas reais de alto nível, onde se valoriza mais a estória e a interpretação dos atores, do que a pirotecnia. Sexto Sentido é a sua maneira de ver o tema trabalhado em O Grito e O Chamado. A Dama na Água é a sua maneira de ver o tema trabalhado em O Senhor de Anéis e Nárnia. Fim dos Tempos é a sua maneira de ver filmes catástrofes como em 2012, Impacto Profundo e o Dia Depois de Amanhã. Sinais é a sua maneira de ver filmes de invasão alienígena, como em Independence Day ou Guerra dos Mundos. Em Corpo Fechado ele dá a sua visão de uma estória de super-heróis no mundo real. É a sua versão de Batman, Superman e Homem Aranha. Em A Vila ele dá a sua versão de filmes de monstros como em o O Lobisomem, Grito de Horror e outros. Em Fragmentado, apesar da ligação com Corpo Fechado, ele dá, durante a maior parte do filme, a sua versão de filmes de suspense de psicopatas e serial killers, como em Silencio dos Inocentes e Se7en os Sete pecados mortais.
- Por seus trabalhos em O Sexto Sentido, Corpo Fechado e Sinais, recebeu, respectivamente 3, 10 e 12,5 milhões de dólares.
- O filme O Sexto Sentido foi lançado exatamente no dia de seu aniversário (6 de agosto).
- Shyamalan é citado no episódio 11 da primeira temporada da série Harley Quinn.